# Hassi Mefsoukh
Hassi Mefsoukh (în arabă حاسي مفسوخ) este o comună din provincia Oran, Algeria.
Populația comunei este de 12.836 de locuitori (2009).